# Jablanica (Čajetina)
Jablanica (Servisch cyrillisch Јабланица) is een plaats in de Servische gemeente Čajetina. De plaats telt 924 inwoners (2002).